# Juan Pérez Roldán
Juan Pérez Moreda y Roldán (Calahorra, baut. 26 de diciembre de 1604 - ¿Zaragoza?, después de 1672), fue un compositor y maestro de capilla español.

## Biografía
Juan Pérez Moreda y Roldán nació en Calahorra, en La Rioja, siendo bautizado el 26 de diciembre de 1604 por el cura Pedro Alonso. Hijo de Juan Pérez, originario de Autol, y Ana Díaz, natural de Moreda. López Calo lo identifica con el Juan Pérez documentado como infante en la capilla de música de la Catedral de Calahorra desde 1617; es probable que consiguiese la plaza por ser sobrino del capellán Pedro Pereda. En diciembre de 1617 partió a Sigüenza.
Las siguientes noticias suyas son de 1634, cuando trató de conseguir plaza de cantor en Toledo. Dos años más tarde, en 1636, estaba trabajando como maestro de capilla de la Colegiata de Berlanga de Duero y en noviembre de ese mismo año se trasladó a la Catedral de Toledo, donde ejerció de claustrero y director de coro, obteniendo una prebenda de tenor en junio de 1638. En diciembre de 1641 estaba en la Catedral de Málaga tratando de conseguir el cargo de maestro de capilla, que ganó en unas oposiciones en marzo de 1642. No permaneció más de tres años, probablemente debido a diferencias con los músicos de la capilla, partiendo el 30 de octubre de 1645. Le sucedió en el cargo a Esteban de Brito.
Fue maestro de capilla de La Encarnación desde por lo menos el 15 de marzo de 1648 y del Monasterio de las Descalzas Reales desde 1655. En febrero de 1655 le ofrecieron regresar al magisterio de Málaga, pero rechazó el ofrecimiento porque no le había pagado las costas el viaje a Málaga por adelantado. En 1664 todavía era maestro de capilla en las Descalzas Reales y presbítero en la Capilla Real cuando ejerció de juez en unas oposiciones en Segovia. Para el 18 de junio de 1667 ya no ocupaba su cargo en las Descalzas Reales.
El 22 de julio de 1667 fue nombrado maestro de capilla de la Catedral de Segovia, donde no permanció más de tres años. Para el 26 de octubre de 1670 había desaparecido de Segovia llevándose sus composiciones y rompiendo todos sus compromisos con el Cabildo. En 1671 tomó el magisterio de la Catedral de León, pero fue jubilado en octubre de ese año: se perdonaron las deudas y se le concedieron 300 ducados a cambio de sus partituras.
A pesar de su jubilación de León, su último año lo pasó como maestro de capilla en El Pilar de Zaragoza, de 1671 a 1672. Fue nombrado maestro el 13 de diciembre de 1671, señalándole una ración de la mensa. Es probable que falleciera allí; se sabe de su mala salud por no haber podido encargarse de los infantes, de los que se encargó Joseph Muniesa. Las últimas noticias que se tienen del maestro son de una carta del 13 de febrero de 1672. En 1673 se nombraba a Diego de Cáseda y Zaldívar maestro de capilla de El Pilar.

## Obra
Una carta dirigida al rey Juan IV de Portugal, también conocido como «el Rey Músico» y famoso por su biblioteca de música, habla de la fama de Pérez Roldán, pero también deja claro que es un vago con tendencia a atribuirse el trabajo de los demás. Un siglo más tarde, Iriarte todavía lo incluía entre los compositores más insignes de España en su poema La música.
La mayoría de las obras de Pérez (cuarenta y ocho) se conservan  en el archivo de las catedrales de Zaragoza.
- Tetis y Peleo - zarzuela (recuperada por Marta Almajano y otros); composición celebrando la paz de los Pirineos y el matrimonio de María Teresa con Luis XIV de Francia.
- Pange lingua[11]